# Hugh Hefner
Hugh Marston Hefner (9. dubna 1926 Chicago – 27. září 2017 Los Angeles), občas přezdívaný Hef, byl zakladatel a vydavatel časopisu Playboy.

## Soukromý život
Hefner se oženil 25. června 1949 s Mildred Williamsovou. Měli spolu dvě děti, Christie a Davida. Christie je předseda Playboy Enterprises. Mildred se mu před svatbou svěřila, že mu byla nevěrná v době, kdy byl v armádě, což označil za „nejvíce devastující moment v mém životě“. Mildred mu povolila spát s jinými ženami z pocitu viny a v naději, že to zachrání jejich manželství. Rozvedli se po deseti letech.
Proslavil se jako promiskuitní bonviván.
V 1989 se oženil s Kimberley Conradovou, Playmate roku, se kterou měl dva syny: Marstona a Coopera. Pár se rozvedl v roce 2010 a o dva roky později se oženil potřetí. Jeho manželkou se stala modelka Crystal Harris, s níž byl ženatý až do své smrti.

## Playboy Mansion
Playboy Mansion byla nabídnuta k prodeji za 200 miliónů dolarů v roce 2016. Tato rezidence byla prodána sousedovi Hefnera Deanu Metropoulosovi, za podmínky, že zde Hefner bude moci nadále bydlet a žít až do své smrti. Metropoulos po dohodě s Hefnerem za splnění podmínek odkoupil rezidenci za poloviční cenu, tedy 100 miliónů dolarů. Nyní má Metropoulos po smrti Hefnera v plánu propojit rezidenci se sousedním domem, který koupil v roce 2009.